# Las Incantadas
Las Incantadas (grško Μαγεμένες της Θεσσαλονίκης ali grško Λας Ινκαντάδας) je skupina rimskih skulptur iz portika iz 2. stoletja našega štetja, ki je nekoč krasila rimski forum v Solunu in je veljala za eno najbolj impresivnih spomenikov v mestu. Po opisih popotnikov je bila sestavljena iz petih korintskih stebrov, od katerih so imeli štirje dvostranske skulpture na vsakem stebru. Skulpture je leta 1864 odstranil francoski paleolog Emmanuel Miller in jih postavil v Louvre, preostali del stavbe pa je bil uničen.

## Ime
V osmanskem obdobju je bil spomenik znan pod več imeni. V grščini so jih imenovali Magemenes ('začarani'), v sefardih Incantadas, Turki pa Sure Male (angelske oblike), medtem ko druga imena vključujejo portik idolov ali Goetria (Stuart in Revett sta jo leta 1754 omenila kot Goetria Incantada). V sodobnem času jih imenujejo Solunske kariatide in tudi Elgini iz Soluna na podlagi njihove odstranitve leta 1864, podobno kot skulpture Partenona.

## Lokacija
Domneva se, da je bil portik v judovski četrti Rogos (območje okoli današnje ulice Chalkeon poleg istoimenske cerkve) za rajskimi kopališči (Bey Hamam), blizu rimskega foruma. Dejstvo, da je imel kipe na obeh straneh, pomeni, da je bila uporaba stavbe namenjena obema stranema. Obstajajo različne domneve o njegovi uporabi, zelo verjetno je, da je bil vhod na rimsko tržnico ali da je bil ločnica med palestro in ploščadjo ali celo propileje hipodroma.
V topografskem načrtu Ernesta Hébrarda, ki je sodeloval pri obnovi Soluna po velikem požaru leta 1917, je bila njegova lokacija označena na širšem območju za kopališčem Bay Hamam.

## Zgodovina

### Zgodnji opisi
Najstarejša omemba Las Incantadas prihaja z dovoljenjem italijanskega popotnika Ciriaca de' Pizzicollija leta 1431, kmalu po padcu Soluna v roke Osmanov. Na kratko ga je opisal kot porušen Artemidin tempelj, na katerem so bile upodobljene figure bogov. Prvo upodobitev portika je med letoma 1685 in 1687 naredil Francoz Étienne Gravier d'Ortières, kjer je osnovna postavitev spomenika prikazana brez velikih podrobnosti in je opisana kot ruševine palače. Leta 1740 mu je sledil britanski antropolog Richard Pococke, ki je, čeprav je opisal skulpture stebrov, oblikovalec, ki je narisal slike na podlagi opisov, upodobil spomenik brez skulptur in ga postavil v izmišljen prostor, ki ni ustrezal realnosti.
Spomenik naj bi bil upodobljen tudi na neidentificiranem, verjetno beneškem starem zemljevidu Soluna, na katerem so vsi spomeniki mesta označeni z italijanskimi opisi. Tam pod naslovom colonne (stebri) se zdi, da ima skupaj 8 stebrov v dveh delih po 3 oziroma 5, ki se med seboj povezujejo in tvorijo kot, spomenik je bil takšen, kot je bil prvotno, če kakšen drug njihov del ne bi bil celo uničen prej.

### Stuart in Revett
Najpodrobnejši opis stavbe s spremljajočimi grafikami sta leta 1754 naredila britanska klasika James Stuart in Nicholas Revett, ki ju je poslalo Društvo amaterjev in ustvarila številne slike in grafike, ki so bile prvič objavljene v tretjem zvezku The Antiquities of Athens  leta 1762. Spomenik je opisan kot korintsko stebrišče, ki ga spremljajo kipi na vrhu. Na eni od teh slik, kjer je zgradba upodobljena v celoti, je viden napis na epistulu Ν[-]ΓΕΓΕΝΗΜΕΝΟΝ[-]ΥΠΟ ('je bil narejen pod'), ki morda omenja ime pokrovitelja dela ali lokalnega gospodarja mesta. Del z napisom pa se v času upodobitve ni več ohranil, pomeni pa, da je bil portik Las Incantadas na obeh straneh bistveno večji. Precejšen del stavbe je bil pod zemljo, njena dejanska višina pa je bila bistveno večja. Z delnim izkopom so ugotovili skupno višino stavbe 12,70 metra.
- Upodobitev stavbe
- Rekonstrukcija
- Detajl stebrov
- Detajl baze

V svojih zapisih sta posredovala tudi ljudsko izročilo grških prebivalcev, po katerem je bil spomenik del portika, ki je bil povezan s palačo Aleksandra Velikega. Ko je kralj Trakije nekoč obiskal mesto, se je njegova žena zaljubila v Aleksandra in skozi ta portik sta se skrivaj srečala. Takoj ko je kralj izvedel za to, je dal nad zgradbo začarati, da bi vsak, ki bi šel mimo, okamenel. Tako sta kraljeva žena in njen spremljevalec okamenela in postala kipa, prav tako kralj s svojim čarovnikom, ki je šel pogledat, ali so ujeli obiskovalce, medtem ko se Aleksander tisto noč ni pojavil, kot je po zgodbi posvaril njegov učitelj Aristotel.

### Konec 18. do 20. stoletja
Louis-François-Sébastien Fauvel je leta 1782 prav tako izdelal grafike, ki jih je leta 1831 objavila francoska arheologinja Esprit-Marie Cousinéry, z risbo, ki je precej podobna risbi hiše Stuarta in Revetta iz istega kota. Leta 1800 je francoski konzul Félix de Beaujour izvedel izkopavanja okoli stavbe, in navedel njeno skupno višino 12,5 metra, z dolžino stebra 1,98 m. (vključno s podstavki) nad tlemi 5,49 m.
Podobne zgradbe so obstajale v različnih mestih, ki so bila nekoč del Rimskega cesarstva. V začetku 20. stoletja je francoski arheolog Paul Perdrizet, ki je pregledal skulpture, potem ko so bile prestavljene v Louvre, prinesel Piliers de Tutelle iz mesta Bordeaux v Franciji, ki kaže več podobnosti, vendar niso več ohranjeni, saj so bili leta 1677 porušeni.
- Fauvel 1782, objavljeno leta 1831
- Piliers de Tutelle v Bordeauxu, porušen leta 1677

## Odstranitev
Emmanuel Miller je bil francoski paleolog, ki ga je Napoleon III. poslal na misijo, da bi pridobil starine iz drugih držav zunaj Francije. Spremljal ga je slikar in fotograf Pierre-Désiré Guillemet. Miller je sam opisal njuno potovanje v dnevniku, ki ga je vodil, kjer pravi, da je sprva šel na goro Atos, da bi našel redke rokopise. Tam, potem ko se je soočil s sumom menihov, mu ni uspelo zbrati ničesar vrednega, nato je odšel na Tasos, kjer je dobil veliko število starin. Med srečanjem s francoskim konzulom mu je konzul rekel, da ne sme ničesar pustiti za seboj, sicer bodo Britanci to vzeli. Ko je izvedel za zanimivosti Soluna, je izvedel tudi za spomenik in prosil je guvernerja za dovoljenje, da odstrani skulpture, vendar mu je paša rekel, da bo moral dobiti dovoljenje cesarske prestolnice Konstantinopel, kar se je kmalu zatem tudi zgodilo. Posredovalo je francosko veleposlaništvo in dovoljenje je dal veliki vezir.
V Solun je prišel 30. oktobra 1864 s francosko vojaško ladjo in se po nasvetu francoskega konzula ni zasidral v mestnem pristanišču, ampak na drugem mestu, da bi prenos starin ostal kar se da neopažen čim širši javnosti. Miller je nato od francoskega veleposlanika izvedel, da je iz Francije prišlo sporočilo, v katerem so ga prosili, naj odstrani ne samo kipe, ampak celoten spomenik, kipe, stebre, metope itd. To se je izkazalo za nemogoče, saj bi bila teža ogromna, ni imel niti potrebne opreme, in tudi ladja ne bi mogla prenesti takšne teže. Novica o odstranitvi spomenika se je razširila in povzročila razburjenje med solunskim prebivalstvom. Miller je zapisal, kako ne razume, zakaj so se tako odzvali, saj so imeli janičarji za hobi streljanje kipov za zabavo, judovski lastnik hiše ob spomeniku pa je občasno lomil kose in jih prodajal turistom.
Malo pred začetkom odstranitve je Guillemet posnel fotografijo spomenika, iz stojišča na sosednji stavbi, kar je edina znana ohranjena fotografija prvotne lokacije Las Incantadas v Solunu. Ko se je izvedelo, da bodo Las Incantadas odstranili, so prebivalci mesta (Turki, Judje in Grki) vzklikali in sledili so manjši incidenti. 1. novembra je Miller začel z odstranjevanjem, zagradil območje in imel pomoč turške policije, ki je zadrževala množico.
Tako so najprej odstranili ploščo, ki je bila nad kipi, nato pa še same kipe. Eden od njih, tisti boginje Nike, je padel na tla, ko se je snel z vitla in se pri padcu zlomil delček, ki ni bil na strani skulpture. 12. novembra je bila odstranitev kipov zaključena in začel se je njihov transport, skupaj z oboki in stebri, z volovskimi vpregami, ki jim je pomagal turški paša. Prevoz po ozkih ulicah mesta z luknjami in ostrimi vogali se je izkazal za posebej zahtevnega. Po končanem prevozu in natovarjanju skulptur na francosko vojaško ladjo je Miller svoje bivanje v mestu podaljšal še za nekaj tednov, do konca decembra, glede težjih delov spomenika pa je v svojih spisih navedel da bi jih pustil na ulicah, če jih ne bi mogel premakniti, in da bi morda cerkev Hagios Nicolaos lahko uporabila te marmorje.
Miller, ki sam ni bil arheolog, ni naredil nobenih topografskih študij ali drugih zapiskov o tem, kje je bil spomenik. Ko so bili dostavljeni v Louvre, ni bilo spremljajočega popisa najdb in kosi so bili pomešani z drugimi, vzetimi s Tasosa.

## Skulpture

### Datacija
Datacija spomenika je temeljila na pregledu kipov v Louvru in na podlagi študije upodobitev popotnikov. Predlagana so bila različna obdobja, od sredine 2. stoletja do konca 3., s soglasjem o 2. stoletju. Sprva so domnevali, da je spomenik iz obdobja Dioklecijana (konec 3. do zgodnje 4. stoletje), saj kaže nekaj arhitekturnih podobnosti z Dioklecijanovo palačo v bližini antične Salone. Pojavil pa se je protiargument, da razlike v dimenzijah kapitelov, hkrati pa glede upodobitev kipov, predvsem Avra in Dioniza, kažejo na to, da kipi ne morejo pripadati kasnejšim obdobjem, ko se je umetnost že začela spreminjati, kar pa ni absolutno. Glavni argument za datiranje v 2. stoletje se osredotoča na dejstvo, da kapiteli v korintskem slogu kažejo veliko podobnosti s tistimi, najdenimi v dveh majhnih templjih iz 2. stoletja na trgu v Filipih, pa tudi z drugimi arhitekturnimi najdbami iz istega obdobja na pročelju Ujetnikov v Korintu in Agripovega odeona v Atenah. Glede na te podrobnosti je slog spomenika in kipov pod vplivom helenistične umetnosti, medtem ko se zdi, da je samo delo tipičen primer lokalne grške arhitekture Soluna.

### Mitološke figure
Božanstev in smrtnikov, upodobljenih v portiku, je skupaj osem, razporejenih v parih po dva za vsakega od štirih stebrov. Liki sta Dioniz, bog vina; Ariadna, njegova žena in princesa s Krete; Aura, boginja vetra, povezana z bahijskim mitom; Menada, Dionizova privrženka; Leda, kraljica Šparte; Ganimed, služabnik bogov; Nike, boginja zmage; in končno eden od Dioskurov, Ledinih sinov dvojčkov. Pari so: Leda z Ganimedom (dva smrtnika, ki ju je Zevs zapeljal v obliki živali), Nike z Maenado (tesni spremljevalki določenega božanstva, Atene oziroma Dioniza), Ariadna z Dioskurom (polbogovi, ki so sčasoma povzdignjen v božanstva) in Dioniz z Auro (v nekaterih različicah je Aura Dionizova mati Jaka).
|         |                | Stela 1 | Stela 2 | Stela 3   | Stela 4 |
| ------- | -------------- | ------- | ------- | --------- | ------- |
| Stran 1 | Figure         | Nike    | Aura    | Dioscurus | Ganimed |
| Stran 1 | Grafika (1754) |         |         |           |         |
| Stran 1 | Kipi v Louvru  |         |         |           |         |
|         |                |         |         |           |         |
| Stran 2 | Figure         | Menada  | Dioniz  | Ariadna   | Leda    |
| Stran 2 | Grafika (1754) |         |         |           |         |
| Stran 2 | Kipi v Louvru  |         |         |           |         |

## Danes
Leta 1997 so med izkopavanjem za oskrbo z zemeljskim plinom v ulici Rogoti, precej južno od starodavne tržnice, odkrili del glave skulpture, za katero se domneva, da je del petega kipa, ki se je zrušil med potresom v 7. stoletju. Ta predpostavka temelji na podobnosti skulpture, pa tudi na dejstvu, da na upodobitvah spomenika vsak steber spremlja kip, razen 5. stebra. Ta fragment je zdaj razstavljen v Arheološkem muzeju v Solunu. Istega leta, ob letu Soluna kot evropske prestolnice kulture, je mestna občina Solun francoski vladi vložila zahtevo za vrnitev skulptur mestu, vendar prošnja ni bila uspešna.
Leta 2015 je zahvaljujoč financiranju organizacije mednarodnega sejma v Solunu in sodelovanju drugih lokalnih organov v Grčiji postalo možno zgraditi verne kopije skulptur v Louvru, katerih končni strošek je znašal 150.000 evrov. Razstavljene so bile na 80. TIF, nato pa so bile kopije leta 2015 prenesene v Arheološki muzej v Solunu, kjer so od takrat na stalni razstavi.